# Lexus ROV Concept

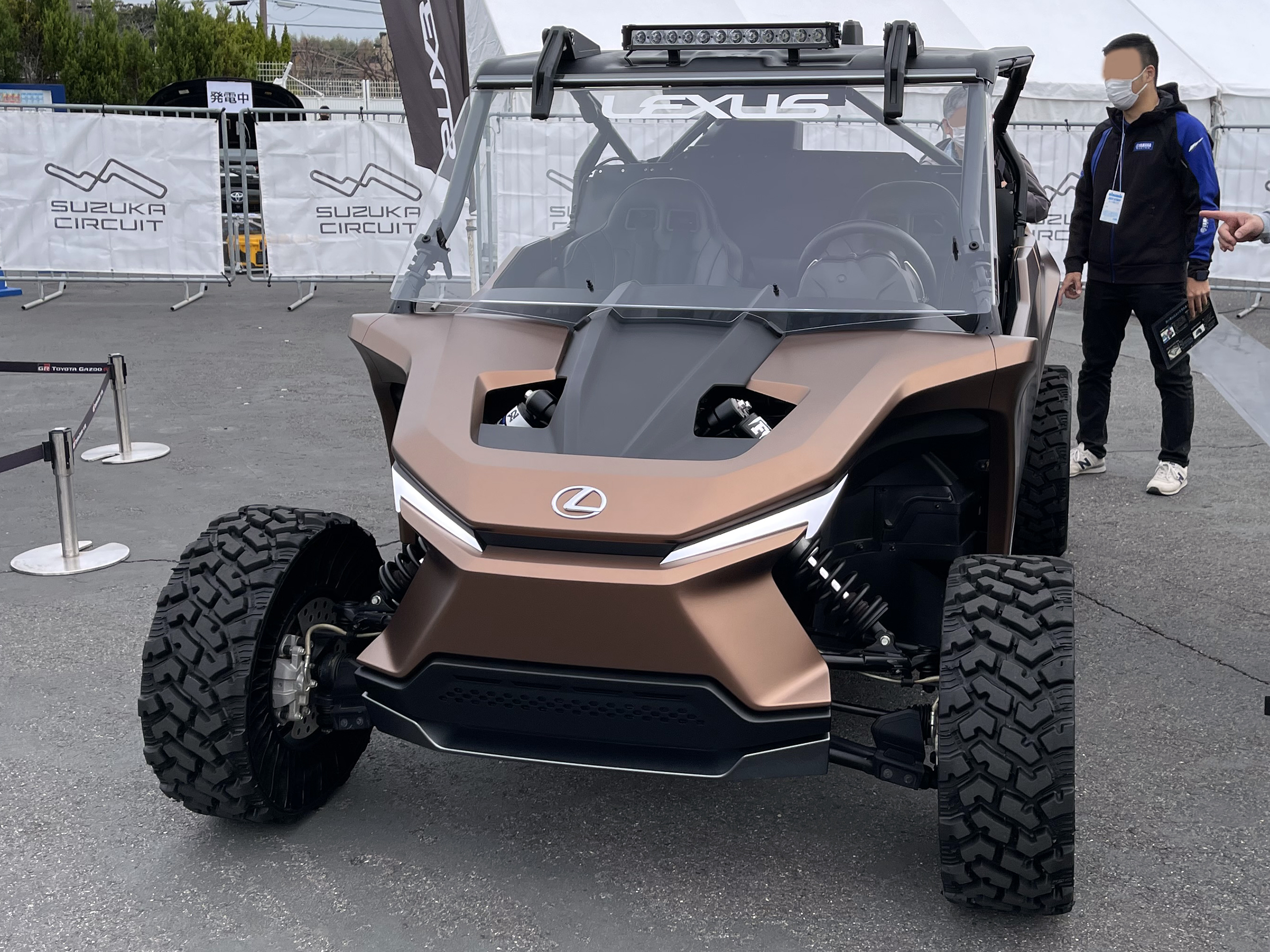
Lexus ROV z przodu

Lexus ROV Concept – koncepcyjny pojazd typu buggy stworzony przez japońską markę Lexus i zaprezentowany w trakcie targów Tokyo Auto Salon 2022. Jego nazwa jest skrótem od słów Recreational Off-highway Vehicle. Samochód jest napędzany przez wodorowy silnik spalinowy.
Przednia szyba pojazdu została wykonana z niskoemisyjnej żywicy z jednowarstwową powłoką, która jest utwardzana promieniowaniem ultrafioletowym. To przełomowe rozwiązanie zmniejsza koszty produkcji o 40% oraz przyczynia się do redukcji emisji CO2 o 80% w porównaniu ze znanymi dotąd metodami.